# Fontrabiouse
Fontrabiouse en idioma francés y oficialmente, Font Rabiosa o Font-rabiosa en catalán, es una localidad  y comuna francesa, situada en el departamento de Pirineos Orientales en la región de Languedoc-Rosellón y comarca histórica del Capcir.
A sus habitantes se les conoce por el gentilicio de fontrabiousois en francés o font-rabiosat, font-rabiosada en catalán.

## Geografía

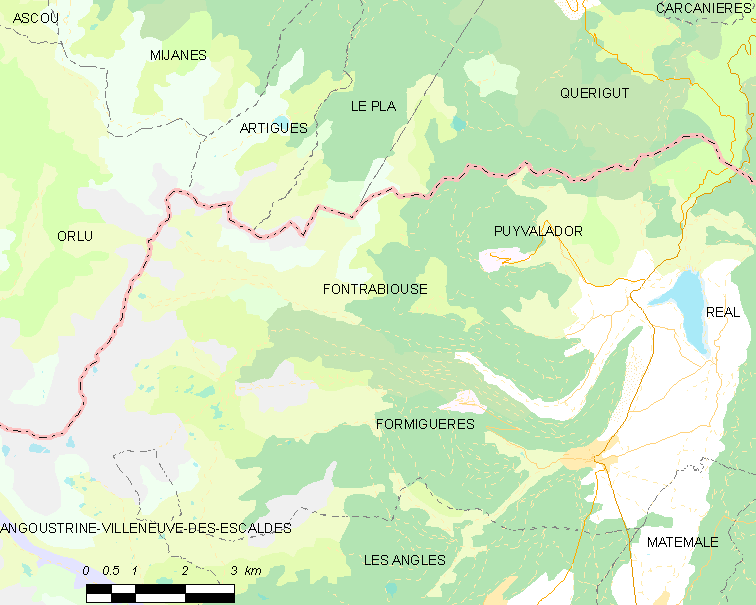
Situación de Fontrabiouse

## Demografía
| 89 | 89 | 96 | 72 | 76 | 91 |
| Para los censos de 1962 a 1999 la población legal corresponde a la población sin duplicidades (Fuente: INSEE [Consultar]) |    |    |    |    |    |